# Flora de Córdoba
Flora de Córdoba fue una mujer mozárabe del siglo IX, considerada santa por la Iglesia católica, que fue martirizada en tiempo de Abderramán II.
Flora de Córdoba y María de Córdoba fueron compañeras de martirio.
Los martirologios de Adón, Usuardo, Maurolico, el del obispo Equilino y el Romano recogen la historia de estas dos vírgenes mártires de Córdoba. Tal vez ello haya tenido que ver en la repercusión que debió tener el doble martirio en la península ibérica en el siglo IX y explique la rápida difusión de su culto.

## Contexto histórico
En la década de 850-860 hubo una serie de mártires cordobeses que, o bien de manera voluntaria o bien porque apostataron del islam, fueron ejecutados, saldándose con la muerte de unos cincuenta mártires mozárabes.
En Al-Ándalus, hasta el siglo XI, la Iglesia mantuvo su organización, si bien en situación muy precaria. Los mozárabes, cristianos hispanos, mantenían su organización, cultura y religión, con cierta cobertura legal, pagaban sus impuestos y respetaban la autoridad del emir. Sin embargo, tenían ciertas restricciones con respecto a los musulmanes con el fin de incitarlos a que se convirtieran al Islam.

## Hagiografía
La fuente más fiable sobre las vidas y martirios de Flora y María es San Eulogio, que las conoció personalmente y fue testigo de su martirio.
Flora nació en Córdoba. Era hija de madre cristiana, natural de Ausinianos (la actual Villarrubia), y de padre musulmán, natural de Sevilla, que se establecieron en Córdoba. El matrimonio tenía varias hijas y un hijo. Flora era la más joven. Las hermanas fueron educadas en la fe cristiana de su madre y el hijo en la musulmana de su padre. Flora era devota, austera y observadora de su religión, practicando ayuno a diario. En edad adolescente, Flora y sus hermanos quedaron huérfanos de padre. Hasta ese momento había practicado libremente el cristianismo, pero, a partir de entonces, su hermano, de fe musulmana, intentó la conversión de sus hermanas. Las hermanas se convierten pero Flora se mantiene firme en sus creencias. Flora finalmente huye y se esconde, pero ante las represalias que su hermano está tomando con algunos clérigos a los que acusaba de esconderla, regresó a casa. Allí se ratifica en su fe. El hermano la intenta convencer con promesa y amenazas. Como Flora no cede, su hermano la lleva ante el tribunal, donde confiesa ante el cadí el ser cristiana y el haber consagrado a Dios su virginidad. Es torturada, desollada la cabeza por flagelación (azotada por dos verdugos sin compasión en la cabeza hasta que quedó desnudo el hueso de la cabeza), llevada a su casa para ser curada e intentar convertida al Islam, pero no reniega de su fe y nuevamente huye. Permanece un tiempo en casa de un cristiano y luego en Osaria, la actual Torredonjimeno. Se encontró con María en la iglesia de San Acisclo cuando rezaba para soportar el martirio. Decidieron entregarse juntas. María fue condenada por blasfemia tras condenar a Mahoma ante el tribunal y Flora por apostasía, en 851. Se presentó voluntariamente ante el cadí, junto con María, se las arrojas en un calabozo y, llegado el día de la ejecución, es públicamente degollada tras haber signado la señal de la cruz. Su cuerpo quedó expuesto para escarmiento y, tras unos días, arrojado al río Guadalquivir.
Las cabezas de Flora y María se depositaron en la iglesia de san Acisclo.